# Australian Open de 2020
O Australian Open de 2020 foi um torneio de tênis disputado nas quadras duras do Melbourne Park, em Melbourne, na Austrália, entre 20 de janeiro e 2 de fevereiro. Corresponde à 52ª edição da era aberta e à 108ª de todos os tempos.
O sérvio Novak Djokovic, maior vencedor do torneio em todos os tempos, conquistou o octacampeonato em Melbourne ao derrotar Dominic Thiem na final, de virada. Um dia antes, americana Sofia Kenin se tornou a mais nova campeã de Slam ao derrotar Garbiñe Muguruza por dois sets a um.
Nas duplas, a tcheca Barbora Krejčíková conquistou as mistas na Austrália pela segunda vez seguida, mesmo trocando de dupla - agora foi acompanhada do croata Nikola Mektić. O antigo parceiro, Rajeev Ram, optou por não disputar a modalidade este ano, mas não saiu no prejuízo: levou o título de duplas masculinas pela primeira vez, junto de Joe Salisbury, igualmente obtendo o primeiro troféu da categoria. Entre as mulheres, a consolidada parceria de Tímea Babos e Kristina Mladenovic rendeu o terceiro Slam (a francesa, no geral, possui um troféu a mais).

## Impacto dos incêndios florestais
Incêndios florestais arderam por grande parte da Austrália por meses. Deixaram uma névoa de fumaça sobre Melbourne no primeiro dia do qualificatório. Naquele dia, o ar foi classificado como o de pior qualidade do mundo. Nessa fase, alguns jogos foram adiados, e alguns jogadores pediram pausa para atendimento médico. Por causa de um ataque de tosse causado pela poluição do ar, a eslovena Dalila Jakupović foi forçada a abandonar o jogo, em 14 de janeiro.

## Nova superfície
A dureza e a cor azul continuarão, mas o material do piso mudou em 2020. Agora é o GreenSet, atendendo às críticas de quadras lentas nos últimos anos. Desenvolvido pela Greenset Worldwide, ele já é utilizado em ATP Finals, ATP de Paris, Copa Davis Finals em Madri e esteve nos Jogos Olímpicos de Verão de 2016, no Rio de Janeiro.
Piso anterior, o Plexicushion, estreou em 2008 em Melbourne e durou doze anos. Esta é a quarta mudança do tipo na história do torneio, que já foi disputado em quadras de grama (1905–1987) e duras de Rebound Ace (1988–2007).

## Transmissão
Esta é a lista de países e canais designados a transmitir o torneio durante a edição em questão:
Países lusófonos

| País(es)                                                              | Canal(is)            |
| --------------------------------------------------------------------- | -------------------- |
| Angola · Cabo Verde · Guiné-Bissau · Moçambique · São Tomé e Príncipe | SuperSport           |
| Brasil                                                                | ESPN Brasil          |
| Guiné Equatorial                                                      | Eurosport SuperSport |
| Macau · Timor-Leste                                                   | Fox Sports           |
| Portugal                                                              | Eurosport            |

Resto do mundo
| País(es) | Canal(is)                                                                                  |
| Países avulsos |                                                                                            |
| Américas | Américas                                                                                   |
| --- | ------------------------------------------------------------------------------------------ |
| Canadá | RDS [en] TSN                                                                               |
| Porto Rico | ESPN International Tennis Channel                                                          |
| Ásia |                                                                                            |
| China | Beijing TV [en] CCTV-5 Fox Sports (Ásia) Great Sports Channel [en] Guangdong TV [en] iQIYI |
| Israel | Eurosport                                                                                  |
| Japão | NHK WOWOW                                                                                  |
| Europa |                                                                                            |
| Áustria | Eurosport ServusTV [en]                                                                    |
| Suíça | Eurosport SRG SSR                                                                          |
| Oceania |                                                                                            |
| Austrália | Nine Network                                                                               |
| Samoa Americana | ESPN Tennis Channel                                                                        |
| Fiji | FBC TV [en]                                                                                |
| Guam | ESPN International Fox Sports Tennis Channel                                               |
| Marianas Setentrionais | Tennis Channel                                                                             |
| Micronésia | ESPN International Fox Sports                                                              |
| Nova Zelândia | Sky [en]                                                                                   |
| Regiões |                                                                                            |
| América Central América do Sul Caribe | ESPN (América Latina)                                                                      |
| Europa | Eurosport                                                                                  |
| Norte da África Oriente Médio | beIN Sports                                                                                |
| Agrupamentos |                                                                                            |
| África |                                                                                            |
| África do Sul · Botswana · Comores · Eritreia · Eswatini · Etiópia · Gabão · Gâmbia · Gana · Guiné · Lesoto · Libéria · Madagascar · Malawi · Maurícia · Mayotte · Namíbia · Nigéria · Quénia · Reunião (departamento) · Santa Helena (território) · Serra Leoa · Seicheles · Socotorá · Tanzânia · Uganda · Zâmbia · Zanzibar · Zimbabwe | SuperSport                                                                                 |
| Benim · Burquina Fasso · Burundi · Camarões · Congo · Costa do Marfim · Níger · República Centro-Africana · República Democrática do Congo · Ruanda · Senegal · Togo | Eurosport SuperSport                                                                       |
| Chade · Djibouti · Mauritânia · Somália · Sudão · Sudão do Sul | beIN Sports SuperSport                                                                     |
| Américas |                                                                                            |
| Estados Unidos · U.S. Ilhas Virgens | ESPN Tennis Channel                                                                        |
| Ásia |                                                                                            |
| Afeganistão · Bangladesh · Butão · Índia · Maldivas · Nepal · Paquistão · Sri Lanka | Sony SIX [en]                                                                              |
| Azerbaijão · Cazaquistão · Quirguistão · Tajiquistão · Turquemenistão · Uzbequistão | Eurosport                                                                                  |
| Brunei · Camboja · Coreia do Norte · Coreia do Sul · Filipinas · Hong Kong · Indonésia · Laos · Malásia · Mongólia · Myanmar · Papua-Nova Guiné · Singapura · Tailândia · Taiwan · Vietname | Fox Sports                                                                                 |
| Oceania |                                                                                            |
| Ilhas Cook · Kiribati · Niue · Samoa · Tokelau · Tonga · Tuvalu | ESPN International                                                                         |
| Ilhas Marshall · Palau · Polinésia Francesa | ESPN                                                                                       |

## Pontuação e premiação

### Distribuição de pontos
ATP e WTA informam suas pontuações em Grand Slam, distintas entre si, em simples e em duplas. A ITF responde exclusivamente pelos juvenis e cadeirantes.
Considerado torneio amistoso, o de duplas mistas não gera pontos.
No juvenil, os simplistas jogam duas fases de qualificatório, mas só os que passam à chave principal pontuam. Em duplas, a pontuação é por jogador. A partir da fase com 16, os competidores recebem pontos adicionais de bônus (os valores da tabela já somam as duas pontuações).

#### Profissional
| Evento            | V    | F    | SF  | QF  | R16 | R32 | R64 | R128 | Q  | Q3 | Q2 | Q1 |
| Simples masculino | 2000 | 1200 | 720 | 360 | 180 | 90  | 45  | 10   | 25 | 16 | 8  | 0  |
| Duplas masculinas | 2000 | 1200 | 720 | 360 | 180 | 90  | 0   | —    | —  | —  | —  | —  |
| Simples feminino  | 2000 | 1300 | 780 | 430 | 240 | 130 | 70  | 10   | 40 | 30 | 20 | 2  |
| Duplas femininas  | 2000 | 1300 | 780 | 430 | 240 | 130 | 10  | —    | —  | —  | —  | —  |

| Evento            | V    | F   | SF  | QF  | R16 | R32 | R64 | Q  | Q2 | Q1 |
| Simples Masculino | 1000 | 600 | 370 | 200 | 100 | 45  | 30* | 20 | 0  | 0  |
| Simples Feminino  | 1000 | 600 | 370 | 200 | 100 | 45  | 30* | 20 | 0  | 0  |
| Duplas Masculinas | 750  | 450 | 275 | 150 | 75  | 0   | —   | —  | —  | —  |
| Duplas Femininas  | 750  | 450 | 275 | 150 | 75  | 0   | —   | —  | —  | —  |

| Evento               | V   | F   | SF/3º lugar | QF/4º lugar |
| Simples              | 800 | 500 | 375         | 100         |
| Simples tetraplégico | 800 | 500 | 375         | 100         |
| Duplas               | 800 | 500 | 100         | —           |
| Duplas tetraplégicas | 800 | 100 | —           | —           |

### Premiação
A premiação geral aumentou 14% em relação a 2019. Os títulos de simples tiveram um acréscimo de A$ 100.000 cada.
Juvenis não são pagos. Outras disputas, como a de cadeirantes, não tiveram os valores detalhados; estão inclusos em "Outros eventos".
| Evento        | V            | F            | SF           | QF         | Últimos 16 | Últimos 32 | Últimos 64 | Últimos 128 | Q3        | Q2        | Q1        |
| Contemplados  | 1            | 1            | 2            | 4          | 8          | 16         | 32         | 64          | 16        | 32        | 64        |
| Simples (2)   | A$ 4.120.000 | A$ 2.065.000 | A$ 1.040.000 | A$ 525.000 | A$ 300.000 | A$ 180.000 | A$ 128.000 | A$ 90.000   | A$ 50.000 | A$ 32.500 | A$ 20.000 |
| Duplas (2)    | A$ 760.000   | A$ 380.000   | A$ 200.000   | A$ 110.000 | A$ 62.000  | A$ 38.000  | A$ 25.000  | —           | —         | —         | —         |
| Duplas mistas | A$ 190.000   | A$ 100.000   | A$ 50.000    | A$ 24.000  | A$ 12.000  | A$ 5.950   | —          | —           | —         | —         | —         |

Total dos eventos acima: A$ 65.692.000
Outros eventos + per diem (estimado): A$ 5.308.000
Total da premiação: A$ 71.000.000

## Cabeças de chave
Cabeças baseados(as) nos rankings de 13 de janeiro de 2020. Dados de Ranking e Pontos anteriores são de 20 de janeiro de 2020. Nova pontuação é de 3 de fevereiro de 2020. Como a edição de 2020 acontece uma semana mais tarde em relação à de 2019, os pontos a defender incluem resultados do Australian Open e dos torneios da semana de 28 de janeiro do ano passado.
A colocação individual nos rankings de duplas masculinas e femininas ajudam a definir os cabeças de chaves nestas categorias e também na de mistas.
Em verde, o(s) cabeça(s) de chave campeão(ões). Em vermelho, o(s) vice-campeão(ões).

### Simples

#### Masculino
| Cabeça | Ranking | Jogador               | Pontos anteriores | Pontos a defender | Pontos conquistados | Nova pontuação | Eliminado na | Eliminado por          |
| ------ | ------- | --------------------- | ----------------- | ----------------- | ------------------- | -------------- | ------------ | ---------------------- |
| 1      | 1       | Rafael Nadal          | 10.235            | 1.200             | 360                 | 9.395          | QF           | Dominic Thiem [5]      |
| 2      | 2       | Novak Djokovic        | 9.720             | 2.000             | 2.000               | 9.720          | Campeão      | –                      |
| 3      | 3       | Roger Federer         | 6.590             | 180               | 720                 | 7.130          | SF           | Novak Djokovic [2]     |
| 4      | 4       | Daniil Medvedev       | 5.960             | 180               | 180                 | 5.960          | 4ª fase      | Stan Wawrinka [15]     |
| 5      | 5       | Dominic Thiem         | 5.890             | 45                | 1.200               | 7.045          | F            | Novak Djokovic [2]     |
| 6      | 6       | Stefanos Tsitsipas    | 5.375             | 720               | 90                  | 4.745          | 3ª fase      | Milos Raonic [32]      |
| 7      | 7       | Alexander Zverev      | 3.345             | 180               | 720                 | 3.885          | SF           | Dominic Thiem [5]      |
| 8      | 8       | Matteo Berrettini     | 2.870             | 10                | 45                  | 2.905          | 2ª fase      | Tennys Sandgren        |
| 9      | 9       | Roberto Bautista Agut | 2.630             | 360               | 90                  | 2.360          | 3ª fase      | Marin Čilić            |
| 10     | 10      | Gaël Monfils          | 2.565             | 45                | 180                 | 2.700          | 4ª fase      | Dominic Thiem [5]      |
| 11     | 11      | David Goffin          | 2.555             | 90                | 90                  | 2.555          | 3ª fase      | Andrey Rublev [17]     |
| 12     | 12      | Fabio Fognini         | 2.310             | 90                | 180                 | 2.400          | 4ª fase      | Tennys Sandgren        |
| 13     | 13      | Denis Shapovalov      | 2.200             | 90                | 10                  | 2.120          | 1ª fase      | Márton Fucsovics       |
| 14     | 14      | Diego Schwartzman     | 2.130             | 90                | 180                 | 2.220          | 4ª fase      | Novak Djokovic [2]     |
| 15     | 15      | Stan Wawrinka         | 2.045             | 45                | 360                 | 2.360          | QF           | Alexander Zverev [7]   |
| 16     | 17      | Karen Khachanov       | 1.995             | 90                | 90                  | 1.995          | 3ª fase      | Nick Kyrgios [23]      |
| 17     | 16      | Andrey Rublev         | 2.004             | 10                | 180                 | 2.174          | 4ª fase      | Alexander Zverev [7]   |
| 18     | 20      | Grigor Dimitrov       | 1.772             | 180               | 45                  | 1.637          | 2ª fase      | Tommy Paul             |
| 19     | 19      | John Isner            | 1.860             | 10                | 90                  | 1.940          | 3ª fase, ab. | Stan Wawrinka [15]     |
| 20     | 22      | Félix Auger-Aliassime | 1.701             | (45)†             | 10                  | 1.666          | 1ª fase      | Ernests Gulbis [Q]     |
| 21     | 21      | Benoît Paire          | 1.703             | 10                | 45                  | 1.738          | 2ª fase      | Marin Čilić            |
| 22     | 25      | Guido Pella           | 1.585             | 10                | 90                  | 1.665          | 3ª fase      | Fabio Fognini [12]     |
| 23     | 26      | Nick Kyrgios          | 1.520             | 10                | 180                 | 1.690          | 4ª fase      | Rafael Nadal [1]       |
| 24     | 27      | Dušan Lajović         | 1.516             | 10                | 90                  | 1.596          | 3ª fase      | Diego Schwartzman [14] |
| 25     | 28      | Borna Ćorić           | 1.490             | 180               | 10                  | 1.320          | 1ª fase      | Sam Querrey            |
| 26     | 29      | Nikoloz Basilashvili  | 1.485             | 90                | 45                  | 1.440          | 2ª fase      | Fernando Verdasco      |
| 27     | 30      | Pablo Carreño Busta   | 1.422             | 180               | 90                  | 1.332          | 3ª fase      | Rafael Nadal [1]       |
| 28     | 33      | Jo-Wilfried Tsonga    | 1.340             | 45                | 10                  | 1.305          | 1ª fase, ab. | Alexei Popyrin         |
| 29     | 34      | Taylor Fritz          | 1.335             | 90+125            | 90+45               | 1.255          | 3ª fase      | Dominic Thiem [5]      |
| 30     | 32      | Daniel Evans          | 1.349             | 70+48             | 45+20               | 1.296          | 2ª fase      | Yoshihito Nishioka     |
| 31     | 31      | Hubert Hurkacz        | 1.398             | 10                | 45                  | 1.433          | 2ª fase      | John Millman           |
| 32     | 35      | Milos Raonic          | 1.305             | 360               | 360                 | 1.305          | QF           | Novak Djokovic [2]     |

† O tenista não se qualificou para o torneio no ano passado. Portanto, os pontos deduzidos são do seu 18º melhor resultado.

##### Desistências
| Ranking | Jogador        | Pontos anteriores | Pontos a defender | Nova pontuação | Motivo                    |
| ------- | -------------- | ----------------- | ----------------- | -------------- | ------------------------- |
| 18      | Kei Nishikori  | 1.930             | 360               | 1.570          | Lesão no cotovelo direito |
| 23      | Alex de Minaur | 1.665             | 90                | 1.575          | Lesão abdominal           |
| 24      | Lucas Pouille  | 1.600             | 720               | 880            | Lesão no cotovelo direito |

#### Feminino
| Cabeça | Ranking | Jogadora                 | Pontos anteriores | Pontos a defender | Pontos conquistados | Nova pontuação | Eliminada na | Eliminada por                 |
| ------ | ------- | ------------------------ | ----------------- | ----------------- | ------------------- | -------------- | ------------ | ----------------------------- |
| 1      | 1       | Ashleigh Barty           | 8.017             | 430               | 780                 | 8.367          | SF           | Sofia Kenin [14]              |
| 2      | 2       | Karolína Plíšková        | 5.940             | 780               | 130                 | 5.290          | 3ª fase      | Anastasia Pavlyuchenkova [30] |
| 3      | 4       | Naomi Osaka              | 5.496             | 2.000             | 130                 | 3.626          | 3ª fase      | Coco Gauff                    |
| 4      | 3       | Simona Halep             | 5.561             | 240               | 780                 | 6.101          | SF           | Garbiñe Muguruza              |
| 5      | 5       | Elina Svitolina          | 5.075             | 430               | 130                 | 4.775          | 3ª fase      | Garbiñe Muguruza              |
| 6      | 7       | Belinda Bencic           | 4.675             | 130               | 130                 | 4.675          | 3ª fase      | Anett Kontaveit [28]          |
| 7      | 8       | Petra Kvitová            | 4.436             | 1.300+100         | 430+0               | 3.466          | QF           | Ashleigh Barty [1]            |
| 8      | 9       | Serena Williams          | 4.215             | 430               | 130                 | 3.915          | 3ª fase      | Wang Qiang [27]               |
| 9      | 10      | Kiki Bertens             | 4.165             | 70+470            | 130+240             | 3.995          | 4ª fase      | Garbiñe Muguruza              |
| 10     | 11      | Madison Keys             | 3.072             | 240               | 130                 | 2.962          | 3ª fase      | Maria Sakkari [22]            |
| 11     | 12      | Aryna Sabalenka          | 3.025             | 130+185           | 10+100              | 2.820          | 1ª fase      | Carla Suárez Navarro          |
| 12     | 13      | Johanna Konta            | 2.813             | 70                | 10                  | 2.753          | 1ª fase      | Ons Jabeur                    |
| 13     | 14      | Petra Martić             | 2.646             | 130               | 70                  | 2.586          | 2ª fase      | Julia Görges                  |
| 14     | 15      | Sofia Kenin              | 2.565             | 70                | 2.000               | 4.495          | Campeã       | –                             |
| 15     | 16      | Markéta Vondroušová      | 2.490             | 70                | 10                  | 2.430          | 1ª fase      | Svetlana Kuznetsova           |
| 16     | 17      | Elise Mertens            | 2.250             | 130               | 240                 | 2.360          | 4ª fase      | Simona Halep [4]              |
| 17     | 18      | Angelique Kerber         | 2.175             | 240               | 240                 | 2.175          | 4ª fase      | Anastasia Pavlyuchenkova [30] |
| 18     | 19      | Alison Riske             | 2.130             | 10                | 240                 | 2.360          | 4ª fase      | Ashleigh Barty [1]            |
| 19     | 20      | Donna Vekić              | 2.120             | 70+305            | 130+60              | 1.935          | 3ª fase      | Iga Świątek                   |
| 20     | 22      | Karolína Muchová         | 1.847             | 40                | 70                  | 1.877          | 2ª fase      | Catherine Bellis [PR]         |
| 21     | 24      | Amanda Anisimova         | 1.843             | 240               | 10                  | 1.613          | 1ª fase      | Zarina Diyas                  |
| 22     | 23      | Maria Sakkari            | 1.845             | 130               | 240                 | 1.955          | 4ª fase      | Petra Kvitová [7]             |
| 23     | 21      | Dayana Yastremska        | 2.070             | 130+280           | 70+55               | 1.785          | 2ª fase      | Caroline Wozniacki            |
| 24     | 27      | Sloane Stephens          | 1.683             | 240               | 10                  | 1.453          | 1ª fase      | Zhang Shuai                   |
| 25     | 28      | Ekaterina Alexandrova    | 1.645             | 10+125            | 130+60              | 1.700          | 3ª fase      | Petra Kvitová [7]             |
| 26     | 25      | Danielle Collins         | 1.825             | 780               | 70                  | 1.115          | 2ª fase      | Yulia Putintseva              |
| 27     | 29      | Wang Qiang               | 1.593             | 130               | 240                 | 1.703          | 4ª fase      | Ons Jabeur                    |
| 28     | 31      | Anett Kontaveit          | 1.575             | 70                | 430                 | 1.935          | QF           | Simona Halep [4]              |
| 29     | 26      | Elena Rybakina           | 1.816             | (80)†             | 130                 | 1.866          | 3ª fase      | Ashleigh Barty [1]            |
| 30     | 30      | Anastasia Pavlyuchenkova | 1.585             | 430+100           | 430+1               | 1.486          | QF           | Garbiñe Muguruza              |
| 31     | 33      | Anastasija Sevastova     | 1.518             | 240               | 10                  | 1.288          | 1ª fase      | Ajla Tomljanović              |
| 32     | 34      | Barbora Strýcová         | 1.516             | 10                | 10                  | 1.516          | 1ª fase      | Sorana Cîrstea                |

† A tenista não se qualificou para o torneio no ano passado. Portanto, os pontos a serem defendidos são correspondentes ao torneio ITF de Launceston de 2019, disputado paralelamente ao Australian Open.

##### Desistências
| Ranking | Jogadora         | Pontos anteriores | Pontos a defender | Nova pontuação | Motivo                   |
| ------- | ---------------- | ----------------- | ----------------- | -------------- | ------------------------ |
| 6       | Bianca Andreescu | 4.935             | 110+160           | 4.665          | Lesão no joelho esquerdo |

### Duplas
| Cabeça | Ranking | Equipe                | Equipe                 |
| ------ | ------- | --------------------- | ---------------------- |
| 1      | 9       | Pierre-Hugues Herbert | Nicolas Mahut          |
| 2      | 12      | Łukasz Kubot          | Marcelo Melo           |
| 3      | 18      | Kevin Krawietz        | Andreas Mies           |
| 4      | 25      | Ivan Dodig            | Filip Polášek          |
| 5      | 29      | Wesley Koolhof        | Nikola Mektić          |
| 6      | 30      | Marcel Granollers     | Horacio Zeballos       |
| 7      | 34      | John Peers            | Michael Venus          |
| 8      | 38      | Jean-Julien Rojer     | Horia Tecău            |
| 9      | 41      | Raven Klaasen         | Oliver Marach          |
| 10     | 42      | Mate Pavić            | Bruno Soares           |
| 11     | 43      | Rajeev Ram            | Joe Salisbury          |
| 12     | 52      | Jürgen Melzer         | Édouard Roger-Vasselin |
| 13     | 54      | Bob Bryan             | Mike Bryan             |
| 14     | 56      | Jamie Murray          | Neal Skupski           |
| 15     | 63      | Máximo González       | Fabrice Martin         |
| 16     | 77      | Austin Krajicek       | Franko Škugor          |

| Cabeça | Ranking | Equipe               | Equipe                |
| ------ | ------- | -------------------- | --------------------- |
| 1      | 4       | Hsieh Su-wei         | Barbora Strýcová      |
| 2      | 6       | Tímea Babos          | Kristina Mladenovic   |
| 3      | 11      | Elise Mertens        | Aryna Sabalenka       |
| 4      | 21      | Barbora Krejčíková   | Kateřina Siniaková    |
| 5      | 27      | Nicole Melichar      | Xu Yifan              |
| 6      | 28      | Gabriela Dabrowski   | Jeļena Ostapenko      |
| 7      | 30      | Chan Hao-ching       | Latisha Chan          |
| 8      | 36      | Květa Peschke        | Demi Schuurs          |
| 9      | 41      | Duan Yingying        | Zheng Saisai          |
| 10     | 57      | Shuko Aoyama         | Ena Shibahara         |
| 11     | 58      | Lucie Hradecká       | Andreja Klepač        |
| 12     | 67      | Ellen Perez          | Samantha Stosur       |
| 13     | 67      | Veronika Kudermetova | Alison Riske          |
| 14     | 73      | Lyudmyla Kichenok    | Yang Zhaoxuan         |
| 15     | 74      | Viktória Kužmová     | Aliaksandra Sasnovich |
| 16     | 75      | Sofia Kenin          | Bethanie Mattek-Sands |

#### Mistas
| Cabeça | Ranking | Equipe             | Equipe            |
| ------ | ------- | ------------------ | ----------------- |
| 1      | 8       | Barbora Strýcová   | Marcelo Melo      |
| 2      | 12      | Zhang Shuai        | Nicolas Mahut     |
| 3      | 25      | Gabriela Dabrowski | Henri Kontinen    |
| 4      | 26      | Chan Hao-ching     | Michael Venus     |
| 5      | 28      | Barbora Krejčíková | Nikola Mektić     |
| 6      | 28      | Latisha Chan       | Ivan Dodig        |
| 7      | 32      | Samantha Stosur    | Jean-Julien Rojer |
| 8      | 34      | Hsieh Su-wei       | Neal Skupski      |

## Convidados à chave principal

### Simples
| Masculino | Feminino |
| --- | --- |
| - Alex Bolt - Hugo Gaston - Andrew Harris - Tatsuma Ito - Michael Mmoh - Christopher O'Connell - Marc Polmans - John-Patrick Smith | - Lizette Cabrera - Han Na-lae - Priscilla Hon - Pauline Parmentier - Arina Rodionova - Maria Sharapova - Astra Sharma - Coco Vandeweghe |

### Duplas
| Masculinas | Femininas | Mistas |
| --- | --- | --- |
| - Alex Bolt / Matthew Ebden - James Duckworth / Marc Polmans - Blake Ellis / Alexei Popyrin - Andrew Harris / Christopher O'Connell - Lleyton Hewitt / Jordan Thompson - Nam Ji-sung / Song Min-kyu - Max Purcell / Luke Saville | - Destanee Aiava / Lizette Cabrera - Alexandra Bozovic / Amber Marshall - Jaimee Fourlis / Arina Rodionova - Priscilla Hon / Storm Sanders - Maddison Inglis / Kaylah McPhee - Lee Ya-hsuan / Wu Fang-hsien - Jessica Moore / Astra Sharma | - Monique Adamczak / David Vega Hernández - Jessica Moore / Matthew Ebden - Jeļena Ostapenko / Leander Paes - Ellen Perez / Luke Saville - Arina Rodionova / Andrew Harris - Storm Sanders / Marc Polmans - Astra Sharma / John-Patrick Smith - Belinda Woolcock / Blake Mott |

## Qualificados à chave principal
O qualificatório aconteceu no Melbourne Park entre 14 e 18 de janeiro de 2020.

### Simples
| Masculino | Feminino |
| --- | --- |
| 1. Dennis Novak 2. Tallon Griekspoor 3. Christopher Eubanks 4. Elliot Benchetrit 5. Mario Vilella Martínez 6. Mohamed Safwat 7. Ilya Ivashka 8. Quentin Halys 9. Marco Trungelliti 10. Norbert Gombos 11. Daniel Elahi Galán 12. Pedro Martínez 13. Max Purcell 14. Alejandro Tabilo 15. Ernests Gulbis 16. Peter Gojowczyk | 1. Ann Li 2. Nao Hibino 3. Johanna Larsson 4. Barbora Krejčíková 5. Anna Kalinskaya 6. Kaja Juvan 7. Leylah Fernandez 8. Shelby Rogers 9. Martina Trevisan 10. Caty McNally 11. Monica Niculescu 12. Liudmila Samsonova 13. Greet Minnen 14. Elisabetta Cocciaretto 15. Harriet Dart 16. Antonia Lottner |

Lucky losers
| 1. Evgeny Donskoy 2. Prajnesh Gunneswaran 3. Jozef Kovalík 4. Lorenzo Giustino |

## Eliminações em simples

### Masculino
| Final                       | Final                     | Final                     | Final                      |
| --------------------------- | ------------------------- | ------------------------- | -------------------------- |
| Dominic Thiem [5]           |                           |                           |                            |
| Semifinais                  |                           |                           |                            |
| Alexander Zverev [7]        | Alexander Zverev [7]      | Roger Federer [3]         | Roger Federer [3]          |
| Quartas de final            |                           |                           |                            |
| Rafael Nadal [1]            | Stan Wawrinka [15]        | Tennys Sandgren           | Milos Raonic [32]          |
| Quarta fase                 |                           |                           |                            |
| Nick Kyrgios [23]           | Gaël Monfils [10]         | Daniil Medvedev [4]       | Andrey Rublev [17]         |
| Fabio Fognini [12]          | Márton Fucsovics          | Marin Čilić               | Diego Schwartzman [14]     |
| Terceira fase               |                           |                           |                            |
| Pablo Carreño Busta [27]    | Karen Khachanov [16]      | Ernests Gulbis (Q)        | Taylor Fritz [29]          |
| Alexei Popyrin              | John Isner [19]           | David Goffin [11]         | Fernando Verdasco          |
| Sam Querrey                 | Guido Pella [22]          | Tommy Paul                | John Millman               |
| Stefanos Tsitsipas [6]      | Roberto Bautista Agut [9] | Dušan Lajović [24]        | Yoshihito Nishioka         |
| Segunda fase                |                           |                           |                            |
| Federico Delbonis           | Peter Gojowczyk (Q)       | Gilles Simon              | Mikael Ymer                |
| Ivo Karlović                | Aljaž Bedene              | Kevin Anderson            | Alex Bolt (WC)             |
| Pedro Martínez (Q)          | Jaume Munar               | Alejandro Tabilo (Q)      | Andreas Seppi              |
| Pierre-Hugues Herbert       | Yūichi Sugita             | Nikoloz Basilashvili [26] | Egor Gerasimov             |
| Matteo Berrettini [8]       | Ričardas Berankis         | Grégoire Barrère          | Jordan Thompson            |
| Jannik Sinner               | Grigor Dimitrov [18]      | Hubert Hurkacz [31]       | Filip Krajinović           |
| Philipp Kohlschreiber       | Cristian Garín            | Benoît Paire [21]         | Michael Mmoh (WC)          |
| Alejandro Davidovich Fokina | Marc Polmans (WC)         | Daniel Evans [30]         | Tatsuma Ito (WC)           |
| Primeira fase               |                           |                           |                            |
| Hugo Dellien                | João Sousa                | Christopher Eubanks (Q)   | Jozef Kovalík (LL)         |
| Lorenzo Sonego              | Pablo Cuevas              | Yasutaka Uchiyama         | Mario Vilella Martínez (Q) |
| Lu Yen-hsun (PR)            | Vasek Pospisil (PR)       | James Duckworth           | Félix Auger-Aliassime [20] |
| Tallon Griekspoor (Q)       | Ilya Ivashka (Q)          | Albert Ramos Viñolas      | Adrian Mannarino           |
| Frances Tiafoe              | Dominik Koepfer           | Hugo Gaston (WC)          | Jo-Wilfried Tsonga [28]    |
| Thiago Monteiro             | Daniel Elahi Galán (Q)    | Miomir Kecmanović         | Damir Džumhur              |
| Jérémy Chardy               | Cameron Norrie            | Elliot Benchetrit (Q)     | Christopher O'Connell (WC) |
| Kwon Soon-woo               | Evgeny Donskoy (LL)       | Casper Ruud               | Marco Cecchinato           |
| Andrew Harris (WC)          | Marco Trungelliti (Q)     | Roberto Carballés Baena   | Borna Ćorić [25]           |
| John-Patrick Smith (WC)     | Mohamed Safwat (Q)        | Alexander Bublik          | Reilly Opelka              |
| Denis Shapovalov [13]       | Max Purcell (Q)           | Leonardo Mayer            | Juan Ignacio Londero       |
| Dennis Novak (Q)            | Ugo Humbert               | Quentin Halys (Q)         | Steve Johnson              |
| Salvatore Caruso            | Marcos Giron              | Stefano Travaglia         | Lorenzo Giustino (LL)      |
| Cedrik-Marcel Stebe (PR)    | Corentin Moutet           | Pablo Andújar             | Feliciano López            |
| Lloyd Harris                | Norbert Gombos (Q)        | Mikhail Kukushkin         | Kyle Edmund                |
| Mackenzie McDonald (PR)     | Laslo Đere                | Prajnesh Gunneswaran (LL) | Jan-Lennard Struff         |

### Feminino
| Final                          | Final                  | Final                    | Final                         |
| ------------------------------ | ---------------------- | ------------------------ | ----------------------------- |
| Garbiñe Muguruza               |                        |                          |                               |
| Semifinais                     |                        |                          |                               |
| Ashleigh Barty [1]             | Ashleigh Barty [1]     | Simona Halep [4]         | Simona Halep [4]              |
| Quartas de final               |                        |                          |                               |
| Petra Kvitová [7]              | Ons Jabeur             | Anett Kontaveit [28]     | Anastasia Pavlyuchenkova [30] |
| Quarta fase                    |                        |                          |                               |
| Alison Riske [18]              | Maria Sakkari [22]     | Coco Gauff               | Wang Qiang [27]               |
| Iga Świątek                    | Elise Mertens [16]     | Kiki Bertens [9]         | Angelique Kerber [17]         |
| Terceira fase                  |                        |                          |                               |
| Elena Rybakina [29]            | Julia Görges           | Madison Keys [10]        | Ekaterina Alexandrova [25]    |
| Naomi Osaka [3]                | Zhang Shuai            | Caroline Wozniacki       | Serena Williams [8]           |
| Belinda Bencic [6]             | Donna Vekić [19]       | Catherine Bellis (PR)    | Yulia Putintseva              |
| Elina Svitolina [5]            | Zarina Diyas           | Camila Giorgi            | Karolína Plíšková [2]         |
| Segunda fase                   |                        |                          |                               |
| Polona Hercog                  | Greet Minnen (Q)       | Zhu Lin                  | Petra Martić [13]             |
| Arantxa Rus                    | Nao Hibino (Q)         | Barbora Krejčíková (Q)   | Paula Badosa                  |
| Zheng Saisai                   | Sorana Cîrstea         | Caty McNally (Q)         | Ann Li (Q)                    |
| Caroline Garcia                | Dayana Yastremska [23] | Fiona Ferro              | Tamara Zidanšek               |
| Jeļena Ostapenko               | Sara Sorribes Tormo    | Alizé Cornet             | Carla Suárez Navarro          |
| Heather Watson                 | Karolína Muchová [20]  | Danielle Collins [26]    | Harriet Dart (Q)              |
| Lauren Davis                   | Ajla Tomljanović       | Anna Blinkova            | Arina Rodionova (WC)          |
| Svetlana Kuznetsova            | Priscilla Hon (WC)     | Taylor Townsend          | Laura Siegemund               |
| Primeira fase                  |                        |                          |                               |
| Lesia Tsurenko                 | Rebecca Peterson       | Aliaksandra Sasnovich    | Bernarda Pera                 |
| Wang Yafan                     | Viktorija Golubic      | Viktória Kužmová         | Christina McHale              |
| Daria Kasatkina                | Magda Linette          | Peng Shuai               | Margarita Gasparyan           |
| Jil Teichmann                  | Kaia Kanepi            | Johanna Larsson (Q)      | Kateřina Siniaková            |
| Marie Bouzková                 | Anna Kalinskaya (Q)    | Venus Williams           | Barbora Strýcová [32]         |
| Sloane Stephens [24]           | Samantha Stosur        | Lizette Cabrera (WC)     | Martina Trevisan (Q)          |
| Johanna Konta [12]             | Madison Brengle        | Kristie Ahn              | Kaja Juvan (Q)                |
| Pauline Parmentier (WC)        | Alison Van Uytvanck    | Han Na-lae (WC)          | Anastasia Potapova            |
| Anna Karolína Schmiedlová (PR) | Liudmila Samsonova (Q) | Veronika Kudermetova     | Astra Sharma (WC)             |
| Maria Sharapova (WC)           | Monica Niculescu (Q)   | Tímea Babos              | Aryna Sabalenka [11]          |
| Danka Kovinić                  | Kristýna Plíšková      | Tatjana Maria            | Kirsten Flipkens              |
| Vitalia Diatchenko             | Hsieh Su-wei           | Misaki Doi               | Jennifer Brady                |
| Katie Boulter (PR)             | Leylah Fernandez (Q)   | Shelby Rogers (Q)        | Anastasija Sevastova [31]     |
| Amanda Anisimova [21]          | Jasmine Paolini        | Kateryna Bondarenko (PR) | Irina-Camelia Begu            |
| Markéta Vondroušová [15]       | Antonia Lottner (Q)    | Kateryna Kozlova         | Elisabetta Cocciaretto (Q)    |
| Nina Stojanović                | Jessica Pegula         | Coco Vandeweghe (WC)     | Kristina Mladenovic           |

## Finais

### Profissional
| Categoria | Evento    | Campeã(s)(o/ões)                 | Vice-campeã(s)(o/ões)              | Resultado               | Chave(s)  | Chave(s)       |
| --------- | --------- | -------------------------------- | ---------------------------------- | ----------------------- | --------- | -------------- |
| Simples   | Masculino | Novak Djokovic                   | Dominic Thiem                      | 6–4, 4–6, 2–6, 6–3, 6–4 | principal | qualificatório |
| Simples   | Feminino  | Sofia Kenin                      | Garbiñe Muguruza                   | 4–6, 6–2, 6–2           | principal | qualificatório |
| Duplas    | Masculino | Rajeev Ram Joe Salisbury         | Max Purcell Luke Saville           | 6–4, 6–2                | principal | principal      |
| Duplas    | Feminino  | Tímea Babos Kristina Mladenovic  | Hsieh Su-wei Barbora Strýcová      | 6–2, 6–1                | principal | principal      |
| Duplas    | Misto     | Barbora Krejčíková Nikola Mektić | Bethanie Mattek-Sands Jamie Murray | 5–7, 6–4, [10–1]        | principal | principal      |

### Juvenil
| Categoria | Evento    | Campeã(s)(o/ões)                      | Vice-campeã(s)(o/ões)          | Resultado         | Chave(s)  | Chave(s)       |
| --------- | --------- | ------------------------------------- | ------------------------------ | ----------------- | --------- | -------------- |
| Simples   | Masculino | Harold Mayot                          | Arthur Cazaux                  | 6–4, 6–1          | principal | qualificatório |
| Simples   | Feminino  | Victoria Jiménez Kasintseva           | Weronika Baszak                | 5–7, 6–2, 6–2     | principal | qualificatório |
| Duplas    | Masculino | Nicholas David Ionel Leandro Riedi    | Mikołaj Lorens Kārlis Ozoliņš  | 86–7, 7–5, [10–4] | principal | principal      |
| Duplas    | Feminino  | Alexandra Eala Priska Madelyn Nugroho | Živa Falkner Matilda Mutavdzic | 6–1, 6–2          | principal | principal      |

### Cadeirante
| Categoria | Evento       | Campeã(s)(o/ões)            | Vice-campeã(s)(o/ões)          | Resultado        | Chave     |
| --------- | ------------ | --------------------------- | ------------------------------ | ---------------- | --------- |
| Simples   | Masculino    | Shingo Kunieda              | Gordon Reid                    | 6–4, 6–4         | principal |
| Simples   | Feminino     | Yui Kamiji                  | Aniek van Koot                 | 6–2, 6–2         | principal |
| Simples   | Tetraplégico | Dylan Alcott                | Andy Lapthorne                 | 6–0, 6–4         | principal |
| Duplas    | Masculino    | Alfie Hewett Gordon Reid    | Stéphane Houdet Nicolas Peifer | 4–6, 6–4, [10–7] | principal |
| Duplas    | Feminino     | Yui Kamiji Jordanne Whiley  | Diede de Groot Aniek van Koot  | 6–2, 6–4         | principal |
| Duplas    | Tetraplégico | Dylan Alcott Heath Davidson | Andy Lapthorne David Wagner    | 6–4, 6–3         | principal |